# Stenodontes exsertus
Stenodontes exsertus là một loài bọ cánh cứng trong họ Cerambycidae.